# Všeruský ústřední výkonný výbor
Všeruský ústřední výkonný výbor (rusky Всероссийский Центральный Исполнительный Комитет, ВЦИК, též Všeruský ústřední výkonný výbor sovětů dělnických, vojenských a rolnických zástupců, od roku 1918 Všeruský ústřední výkonný výbor sovětů dělnických, vojenských, rolnických a kozáckých zástupců) byl nejvyšším zákonodárným a kontrolním orgánem státní moci RSFSR v letech 1917-1937. Kandidáti výboru byli vybíráni na základě volby Celoruského sjezdu Rad. 

## Historie
Do vzniku Svazu sovětských socialistických republik sdružoval i členy Ukrajinské a Běloruské SSR, kteří byli voleni na jednotlivých republikových sjezdech Rad. IX. celoruský sjezd Rad kromě těchto členů sdružoval i delegáty ze Zakavkazských republik. Od listopadu 1917 jeho úkoly vykonávalo prezidium, operativní orgán výboru.
Výkonný výbor charakterizoval Vladimir Iljič Lenin slovy:

"Výbor dává možnost sjednotit výhody parlamentarismu s výhodami nepřímé a přímé demokracie, t. j. sjednocovat do jednoho volené představitele národa, zákonodárnou funkci a provádění (dodržování) zákonů. "

Během konsolidace státního aparátu Ruské sovětské federativní socialistické republiky neexistovalo jasné rozdělení kompetencí orgánů státní moci. Proč tomu tak bylo, vysvětluje nejdůležitější příčina, která říká, že "území sovětského státu odmítajíc buržoazní princip rozdělení moci, dokazujíc nutnost technického dělby práce mezi orgány moci Ruské Sovětské Republiky."
Rozdělení pravomocí bylo formulováno až na VIII. celoruském sjezdu Rad ve vyhlášce O sovětské výstavbě. Vydávání zákonodárných aktů bylo vykonáváno společně Celoruským sjezdem Rad, Celoruským ústředním výkonným výborem, jeho předsednictvem a Radou národních komisařů.
V květnu roku 1925 výbor vypracoval Ústavu Ruské sovětské federativní socialistické republiky, která byla potvrzena na XII. Celoruském sjezdu Rad ještě v témže měsíci. Tato ústava definitivně potvrdila systém místních a centrálních orgánů státní moci a vlády.
Dne 24. ledna 1918 zabavil Všeruský ústřední výkonný výbor církevní majetek.